# 訃報 2014年11月
訃報 2014年11月（ふほう 2014ねん11がつ）では、2014年11月に物故した、又は物故が報じられた人物についてまとめる。

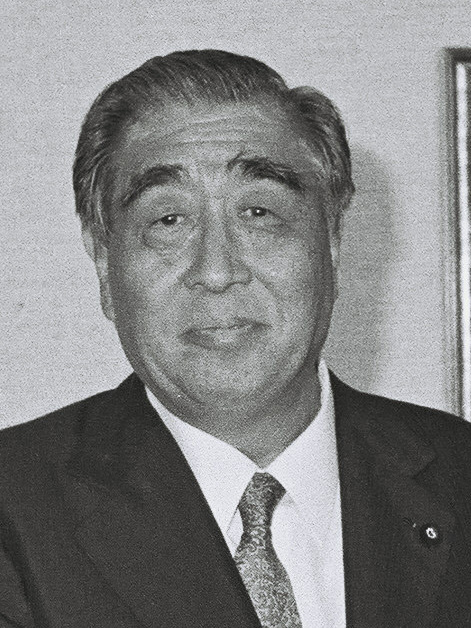
田村元／11月1日没

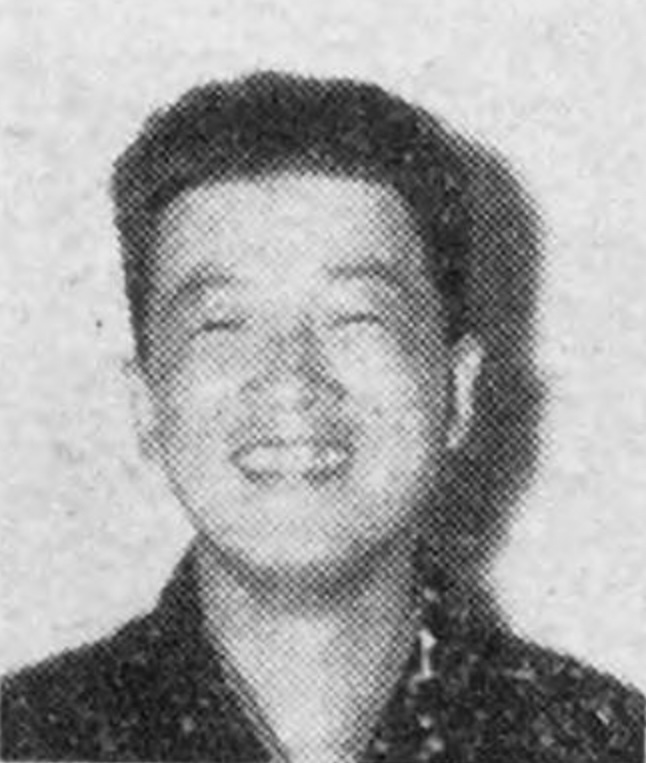
二代目桂小金治／11月3日没

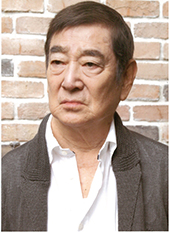
高倉健／11月10日没

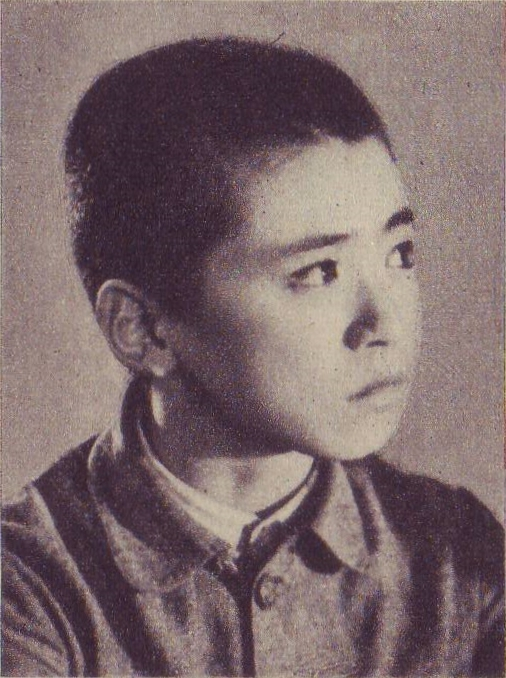
片山明彦／11月16日没

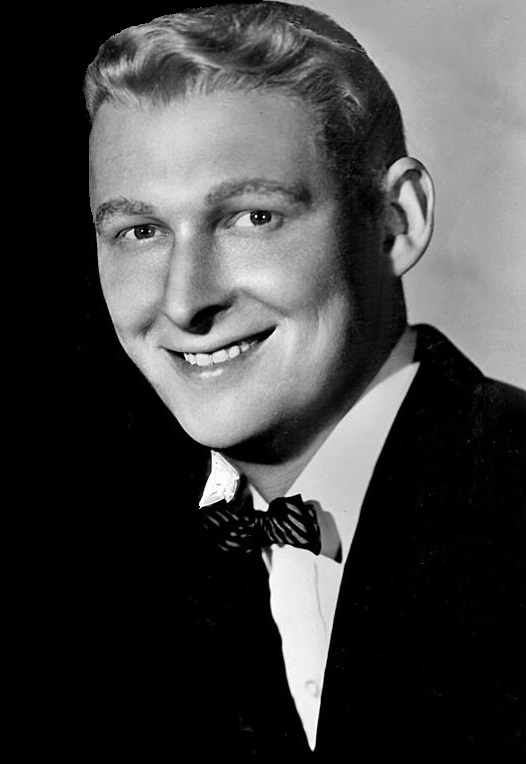
マイク・ニコルズ／11月19日没

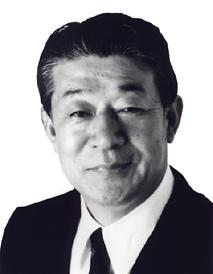
江口一雄／11月27日没

## (1日 - 15日)
- 11月1日 - 田村元、日本の政治家、元自由民主党衆議院議員、第66代衆議院議長（* 1924年）[1]
- 11月1日 - 藤山覚一郎、日本の実業家、インド古典の研究、翻訳者（* 1928年）[2]
- 11月1日 - 中馬清福[3]、日本の新聞記者、元朝日新聞社代表取締役専務、前信濃毎日新聞社主筆（* 1935年）[4]
- 11月1日 - トム・スネドン、アメリカ合衆国の検察官（* 1941年）[5]
- 11月1日 - 弥永和子、日本の女優、声優（* 1947年）[6]
- 11月2日 - 土田好治、日本の政治家、元島根県議会議長（* 1919年）[7]
- 11月2日 - 佐藤トネ、日本の社会運動家、土呂久公害被害者の会会長（* 1922年）[8]
- 11月2日 - アッカー・ビルク、イギリスのクラリネット奏者（* 1929年）[9]
- 11月2日 - 田井安曇、日本の歌人（* 1930年）[10]
- 11月2日 - 黒田昭夫、日本の元アナウンサー【朝日放送所属】（* 1934年）[11]
- 11月2日 - 井上保、日本の実業家、関西スーパーマーケット会長（* 1947年）[12]
- 11月3日 - 今井鎮雄、日本の社会運動家、神戸YMCA名誉顧問（* 1921年）[13]
- 11月3日 - 穂積重行、日本の西洋史学者、元大東文化大学学長（* 1922年）[14]
- 11月3日 - 二代目桂小金治、日本の落語家、司会者、タレント（* 1926年）[15]
- 11月3日 - 上山惟康、日本の実業家、元小田急建設副社長（* 1927年?）[16]
- 11月3日 - 尾崎馨、日本の実業家、元毎日放送常務（* 1932年）[17]
- 11月3日 - 天野宣、日本の和太鼓奏者（* 1934年）[18]
- 11月3日 - 安喰のり子、日本の書家、毎日書道展審査会員（* 1939年）[19]
- 11月3日 - 星沢哲也、日本の実業家、東京法令出版社長（* 1941年）[20]
- 11月3日 - 井上正、日本の実業家、元三重銀行頭取（* 1946年?）[21]
- 11月3日 - 久末聖治、日本の実業家、元北海道振興社長（* 1947年?）[22]
- 11月3日 - 日高恒太朗、日本のノンフィクション作家（* 1951年）[23]
- 11月3日 - 柏木厚志、日本の俳優、タレント、実演販売人（* 1969年）[24]
- 11月4日 - 田中凍雲、日本の書道家（* 1913年）[25]
- 11月4日 - 斉藤実、日本の政治家、元公明党衆議院議員（* 1923年）[26]
- 11月5日 - マニタス・デ・プラタ、アメリカ合衆国のフラメンコ・ギタリスト（* 1921年）[27]
- 11月5日 - 川口幹夫、日本のテレビディレクター、テレビプロデューサー、第16代NHK会長（* 1926年）[28]
- 11月5日 - 川勝清歩、日本の書家（* 1933年）[29]
- 11月5日 - 岡安肇、日本の編集技師（* 1936年）[30]
- 11月5日 - 石本邦治、日本の実業家、元熊本放送常務（* 1940年）[31]
- 11月5日 - ハンス・ナイマン、オランダの総合格闘家（* 1959年）[32]
- 11月6日 - 鈴木政夫、日本の実業家、元鴨川グランドホテル会長（* 1925年）[33]
- 11月6日 - 細川邦典、日本の化学者、元九州工業大学学長（* 1933年）[34]
- 11月6日 - 種村直樹、日本の作家、随筆家、評論家（* 1936年）[35]
- 11月6日 - 木村茂、日本のファッションデザイナー、ファッションショー演出家 （* 1944年）[36]
- 11月6日 - 田宮五郎、日本の俳優（* 1967年）[37]
- 11月7日 - 中島多鶴、日本の運動家、満蒙開拓の語り部、飯田日中友好協会副会長（* 1925年）[38]
- 11月7日 - 白井成雄、日本のフランス文学者、名古屋大学名誉教授（* 1933年）[39]
- 11月7日 - 徳大寺有恒、日本の自動車評論家、レーシングドライバー（* 1939年）[40]
- 11月7日 - 三橋正、日本の平安時代史研究者、日本宗教史、日本思想史研究者（* 1960年）[41]
- 11月7日 - 本多正賢、日本の騎手（* 1983年）[42]
- 11月8日 - 宗像康雄、日本の物理学者、島根大学名誉教授（* 1927年?）[43]
- 11月9日 - 鶸田武、日本の水球指導者、ローマオリンピック・東京オリンピック水球日本代表監督（* 1925年）[44]
- 11月9日 - 秋葉英則、日本の心理学者、大阪健康福祉短期大学学長、大阪教育大学名誉教授（* 1941年）[45]
- 11月10日 - 秋山耕一、日本の実業家、元時事通信社取締役（* 1931年?）[46]
- 11月10日 - 高倉健、日本の俳優、歌手（* 1931年）[47]
- 11月10日 - 吉原順平、日本の映像プランナー（* 1932年）[48]
- 11月10日 - 原亮介、日本の政治家、元兵庫県議会議長（* 1943年）[49]
- 11月11日 - 松野純孝、日本の仏教思想史学者、元上越教育大学学長（* 1919年）[50]
- 11月11日 - 松本源之助、日本の江戸里神楽土師流家元（* 1924年）[51]
- 11月11日 - 荒田忠典、日本の実業家、元ジュビロ磐田社長、元ヤマハ発動機副社長（* 1933年）[52]
- 11月11日 - 嶋雅二、日本の実業家、元J-オイルミルズ社長（* 1934年）[53]
- 11月11日 - 増田孝介、日本の銀行家、元みちのく銀行頭取（* 1935年）[54]
- 11月11日 - 井上夕香、日本の児童文学作家（* 1935年）[55]
- 11月11日 - 木野伯堂、日本の書家、毎日書道展審査会員（* 1954年）[56]
- 11月11日 - ビッグ・バンク・ハンク、アメリカ合衆国のラッパー、シュガーヒル・ギャングメンバー（* 1957年）[57]
- 11月11日 - 石井誠、日本の書道家（* 1982年）[58]
- 11月12日 - 谷脇清、日本の実業家、元高知放送社長（* 1924年）[59]
- 11月12日 - 福田みどり、日本の実業家、司馬遼太郎夫人、司馬遼太郎記念財団理事長（* 1929年）[60]
- 11月12日 - 松島圭次郎、日本の被爆体験・英語語り部（* 1929年）[61]
- 11月12日 - 小泉修吉、日本のドキュメンタリー映画監督（* 1933年）[62]
- 11月12日 - ウォーレン・クラーク、イギリスの俳優（* 1947年）[63]
- 11月12日 - 田中則夫、日本の法学者、龍谷大学副学長（* 1949年）[64]
- 11月13日 - 渡辺恵進、日本の僧侶、第255世天台座主（* 1910年）[65]
- 11月13日 - アルヴィン・ダーク、アメリカ合衆国の野球選手・監督（* 1922年）[66]
- 11月13日 - 株木孝子、日本の実業家、元株木建設社長（* 1926年）[67]
- 11月13日 - アレクサンドル・グロタンディーク、フランスの数学者（* 1928年）[68]
- 11月13日 - 芦田和男、日本の工学者、京都大学名誉教授（* 1928年）[69]
- 11月13日 - 貝原俊民、日本の政治家、第5代兵庫県知事（* 1933年）[70]
- 11月13日 - 野本明男、日本の微生物学者、東京大学名誉教授（* 1946年）[71]
- 11月14日 - 加藤武、日本の実業家、元マキタ社長（* 1915年）[72]
- 11月14日 - 杉山栄輝、日本の政治家、元岩手県副知事（* 1924年?）[73]
- 11月14日 - 秦野譲二、日本の実業家、山口県野球連盟理事長、日本野球連盟中国地区連盟理事（* 1934年）[74]
- 11月14日 - グレン・A・ラーソン、アメリカ合衆国のテレビプロデューサー、脚本家（* 1937年）[75]
- 11月14日 - 永友保則、日本の実業家、元ヤマタネ社長（* 1948年）[76]
- 11月14日 - 秦野敦崇、日本の俳優（* 1977年）[77]
- 11月15日 - 村田士郎、日本の実業家、元日清医療食品社長（* 1934年）[78]
- 11月15日 - ヴァレリー・メザグ、フランス・ブーシュ＝デュ＝ローヌ県・マルセイユ出身のサッカー選手（* 1983年）[79]

## (16日 - 30日)
- 11月16日 - 片山明彦、日本の俳優（* 1926年）[80]
- 11月16日 - 香原志勢、日本の人類学者、立教大学名誉教授（* 1928年）[81]
- 11月16日 - 行待裕弘、日本の実業家、千趣会会長（* 1932年）[82]
- 11月16日 - 堺茂樹、日本の工学者、岩手大学学長（* 1950年）[83]
- 11月16日 - キム・ジャオク、韓国の俳優（* 1951年）[84]
- 11月16日 - 小磯靖紀、日本のバレーボール指導者、東亜学園高等学校バレーボール部監督（* 1960年）[85]
- 11月16日 - 諏訪美緒、日本のファッションモデル（* 1990年）[86]
- 11月17日 - 納谷六朗、日本の声優、俳優、ナレーター（* 1932年）[87]
- 11月17日 - 前澤義雄、日本のカーデザイナー、自動車評論家（* 1939年）[88]
- 11月17日 - レイ・サデッキー、アメリカ合衆国の野球選手（* 1940年）[89]
- 11月18日 - 坂高麗左衛門、日本の陶芸家（* 1952年）[90]
- 11月18日 - 羽仁未央、日本のエッセイスト、メディアプロデューサー（* 1964年）[91]
- 11月19日 - マイク・ニコルズ、アメリカ合衆国の映画監督、舞台演出家（* 1931年）[92]
- 11月19日 - 池田隆、日本の実業家、元三和シヤッター工業取締役（* 1932年?）[93]
- 11月19日 - 野中克彦、日本のアメリカ文学者、東北大学名誉教授（* 1939年?）[94]
- 11月19日 - 伊藤八十八、日本のジャズプロデューサー（* 1946年）[95]
- 11月19日 - ジョニー大倉、日本のミュージシャン、俳優（* 1952年）[96]
- 11月20日 - 佐々木正五、日本の海軍軍医、微生物学者、医学博士、慶應義塾大学名誉教授、東海大学名誉教授、元東海大学医療技術短期大学学長（* 1916年）[97]
- 11月20日 - 矢野清、日本のプロ野球選手【阪急ブレーブス所属】（* 1940年）[98]
- 11月21日 - 越部信義、日本の作曲家、編曲家（* 1933年）[99]
- 11月22日 - 小出與三、日本の実業家、NETテレビ演出家、プロデューサー（* 1927年）[100]
- 11月22日 - 木屋野正勝、日本の実業家、読売新聞東京本社社友、読売・日本テレビ文化センター出向・専任局次長（* 1937年）[101]
- 11月22日 - 田中森一、日本の検察官、弁護士（* 1943年）[102]
- 11月23日 - ドロシー・バンディ、アメリカ合衆国のテニス選手（* 1916年）[103]
- 11月23日 - 藤間勘紫恵、日本の日本舞踊家（* 1925年?）[104]
- 11月23日 - パット・クイン（英語版）、カナダの元アイスホッケー選手・指導者、ホッケーの殿堂（* 1943年）[105]
- 11月23日 - 中島啓江、日本のオペラ歌手（* 1957年）[106]
- 11月23日 - 上条晃、日本の女優、元宝塚歌劇団女優（* 生年不明）[107]
- 11月24日 - 田沢茂、日本の洋画家（* 1925年）[108]
- 11月24日 - ビクトル・チーホノフ、ソビエト連邦のアイスホッケー指導者（* 1930年）[109]
- 11月24日 - 石川フミヤス、日本の漫画家（* 1937年）[110]
- 11月25日 - 國弘正雄、日本の同時通訳者、政治家、元日本社会党参議院議員（* 1930年）[111]
- 11月25日 - 小林弘明、日本の政治家、元京都府議会議長（* 1935年）[112]
- 11月27日 - P・D・ジェイムズ、イギリスの推理作家（* 1920年）[113]
- 11月27日 - 王永在（中国語版）、台湾の実業家、台湾プラスチックグループ創業者（* 1921年）[114]
- 11月27日 - 江口一雄、日本の政治家、元自由民主党衆議院議員（* 1937年）[115]
- 11月27日 - 中尾千興、日本の実業家、中山福会長（* 1940年）[116]
- 11月27日 - 松本健一、日本の評論家、思想家、作家（* 1946年）[117]
- 11月28日 - 石川光子、日本の実業家、老舗団子屋「高木屋老舗」のおかみ（* 1921年）[118]
- 11月28日 - 市田儀一郎、日本のピアニスト（* 1932年）[119]
- 11月28日 - 菅原文太、日本の俳優（* 1933年）[120]
- 11月28日 - 大津幸四郎、日本の映画監督、撮影監督（* 1934年）[121]
- 11月28日 - 大塚明彦、日本の実業家、大塚ホールディングス会長（* 1937年）[122]
- 11月28日 - 吉沢敏雄、日本の甲子園投手（* 1950年）[123]
- 11月29日 - 高橋玲、日本の政治家、元秋田県千畑町長（* 1931年）[124]
- 11月29日 - マーク・ストランド、アメリカ合衆国の詩人（* 1934年）[125]
- 11月29日 - 小川秀石、日本の書家、毎日書道展審査会員（* 1937年）[126]
- 11月29日 - 鈴木武右衛門、日本の彫刻家（* 1949年）[127]
- 11月30日 - 呉清源、囲碁棋士（* 1914年）[128]
- 11月30日 - 伏屋修治、日本の政治家、元公明党衆議院議員（* 1930年）[129]
- 11月30日 - 原嘉壽子、オペラ作曲家（* 1935年）[130]